# Telefe Córdoba
El Canal 8 de Córdoba, más conocido como Telefe Córdoba, es una estación de televisión abierta argentina afiliado a Telefe que transmite desde la ciudad de Córdoba. La emisora se llega a ver en gran parte de la Provincia de Córdoba a través de estaciones repetidoras. Es operado por Paramount Global a través del Grupo Telefe.

## Historia

### Adjudicación y lanzamiento
El 10 de octubre de 1963, mediante el Decreto 9088, el Poder Ejecutivo Nacional adjudicó a la empresa Dicor Difusión Córdoba S.A. (en ese entonces en proceso de formación y conformada por 10 socios) una licencia para explotar la frecuencia del Canal 8 de la ciudad de Córdoba, capital de la provincia homónima.
El 9 de diciembre de 1963, con la publicación del Decreto 1335, el Poder Ejecutivo derogó la adjudicación de la licencia a Dicor, aduciendo «vicios de ilegitimidad» a la hora de adjudicar el Canal 8; sin embargo, para 1968, dicho Decreto había sido revocado por la justicia.
La licencia finalmente inició sus transmisiones regulares el 5 de abril de 1971 como LV 85 TV Canal 8 de Córdoba.
El 15 de julio de 1983, mediante el Decreto 1760, el Poder Ejecutivo Nacional renovó la licencia conferida del Canal 8.

### Creación de Telefe y venta a Atlántida
El 21 de septiembre de 1989, el presidente Carlos Menem dispuso por decreto la privatización de los Canales 11 y 13 de la ciudad de Buenos Aires. Una de las empresas que participó en esas licitaciones era la sociedad Televisión Federal S.A. (Telefe), que tuvo en esos momentos como uno de sus principales accionistas a Televisoras Provinciales S.A. (del cual Dicor Difusión Córdoba S.A., la licenciataria de Canal 8, era accionista).
La licitación de Canal 11 fue ganada por la empresa Arte Radiotelevisivo Argentino (Artear), propiedad del Grupo Clarín. No obstante, debido a que también había obtenido la licencia de Canal 13, tenía que optar por uno de ellos y decidió quedarse con este último y por lo tanto, el 11 terminó en manos de Televisión Federal. La licencia se hizo efectiva el 15 de enero de 1990.
Durante la década de 1990, Dicor Difusión Córdoba adquirió la mayoría de las acciones de la empresa Neuquén TV (licenciataria del Canal 7 de Neuquén). El 2 de septiembre de 1998, Dicor fue autorizado por Decreto nacional a ingresar como accionista de Neuquén TV.
En abril de 1998, se dio a conocer que Televisoras Provinciales vendió su participación en Televisión Federal a Atlántida Comunicaciones y que 7 de las 10 empresas que lo conformaban (entre ellas Dicor Difusión Córdoba y Neuquén TV) aceptaron la oferta presentada por AtCo para quedarse con sus respectivas licencias. (siendo la transacción de esta última completada en septiembre de ese año, pasando todos los canales adquiridos, entre ellos el 7 de Neuquén  y el 8, a formar parte del Grupo Telefe). Dicor y Neuquén TV fueron absorbidas en 1999 y en 2000 respectivamente por Compañía Surera de Inversiones S.A. (absorbida en 2002 por Televisión Federal). La transferencia de las licencias del 7 y el 8 a Telefe fueron aprobadas el 30 de marzo de 2017, casi 19 años después.
En febrero de 1999, mediante la Resolución 3456, la Secretaría de Comunicaciones autorizó a Canal 8 a realizar pruebas en la Televisión Digital Terrestre bajo la normativa ATSC (normativa que fue dispuesta mediante la Resolución 2357 de 1998). Para ello se le asignó el Canal 7 en la banda de VHF.

### Los años de Telefónica
El 30 de noviembre de 1999, Constancio Vigil, director general de Atlántida Comunicaciones, dio a conocer que el Grupo Telefónica (que tenía el 30% de la empresa) iba a comprar el 100% de las acciones de Telefe, 7 canales del interior (entre ellos Canal 8) y las radios Continental y FM Hit por aproximadamente U$D 530 millones. La transacción fue aprobada por la Secretaría de Defensa de la Competencia y del Consumidor el 19 de abril de 2000 y completada el 19 de mayo del mismo año.
En agosto de 2007, Canal 8 comenzó a transmitir su programación vía satélite (a través del Hispasat 1C), cuya señal pasó a ser utilizada por las repetidoras para retransmitir la programación del canal. Además, desde ese mes comenzó a transmitir en Estéreo y empezó a utilizar el sistema Closed Caption en parte de su programación.
El 30 de agosto de 2011, la Autoridad Federal de Servicios de Comunicación Audiovisual, mediante la Resolución 1027, autorizó al Canal 8 a realizar pruebas en la Televisión Digital Terrestre bajo el estándar ISDB-T (adoptado en Argentina mediante el Decreto 1148 de 2009). Para ello se le asignó el Canal 38 en la banda de UHF.

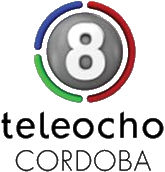
Logo utilizado por Canal 8 entre 2011 y 2018.

El 6 de diciembre de 2012, Telefe presentó su plan de adecuación voluntaria ante la Autoridad Federal de Servicios de Comunicación Audiovisual con el fin de adecuarse a la Ley de Servicios de Comunicación Audiovisual, donde propuso poner en venta los canales 7 de Neuquén y 9 de Bahía Blanca. El plan fue aprobado el 16 de diciembre (dos años después), logrando Telefónica retener 7 de los 9 canales que forman parte del Grupo Telefe (entre ellos, el Canal 8). Sin embargo el 29 de diciembre de 2015, mediante el Decreto 267/2015 (publicado el 4 de enero de 2016), se realizaron cambios a varios artículos de la ley (entre ellos el Artículo 45, que indicaba que el licenciatario no podría cubrir con sus medios de comunicación abiertos más del 35% de la población del país); a raíz de la eliminación del porcentaje límite de cobertura nacional, Telefe ya no tendría obligación de vender los dos canales, pudiendo mantener a los 8 canales del interior en su poder. El 2 de febrero de 2016, el Ente Nacional de Comunicaciones (sucesora de la AFSCA) decidió archivar todos los planes de adecuación (incluyendo el de Telefe); como consecuencia de esto, Telefe ya no tiene obligación de vender ninguno de sus canales de televisión.
El 4 de agosto de 2014, Canal 8 comenzó a emitir programación en HD; la primera edición de Teleocho Noticias fue el primer programa que emitió el canal en Alta Definición.
El 12 de agosto de 2014, Canal 8 comenzó a transmitir de forma oficial en la Televisión Digital Terrestre (y en HD) a través del canal 29.2, convirtiéndose en el primer canal cordobés en emitir por aire bajo ese formato.
El 26 de febrero de 2015, la AFSCA, mediante la Resolución 35, le asignó a Teleocho el Canal 29.1 para emitir de forma regular (en formato HD) en la Televisión Digital Terrestre.

### Venta a Viacom y nueva identidad
El 3 de noviembre de 2016, se anunció que el grupo estadounidense Viacom había llegado a un acuerdo para comprar Telefe y sus canales (incluyendo el 8) por U$D 345 millones. La compra se concretó el 15 de noviembre. El ENACOM aprobó la transferencia de Telefe y sus licencias a Viacom el 30 de marzo de 2017.
El 14 de noviembre de 2018, se dio a conocer que el 21 de noviembre de ese año, a raíz de un cambio estratégico de cara al apagón analógico, los canales del Grupo Telefe en el interior (incluido el 8) iban a reemplazar su identificación comercial basada en la frecuencia analógica de la licencia por la de Telefe. Como consecuencia de este cambio, Canal 8 adoptó el nombre de Telefe Córdoba.
El 13 de agosto de 2019, CBS Corporation y Viacom anunciaron que llegaron a un acuerdo para fusionar sus respectivas unidades de negocio (incluyendo a Telefe y Canal 8) bajo el paraguas de la primera (que pasaría a llamarse ViacomCBS). La fusión fue completada el 4 de diciembre.
Desde el 15 de enero del 2024, se encuentra disponible en DirecTV, en la señal 136.

## Programación
Actualmente, parte de la programación del canal consiste en retransmitir los contenidos del Canal 11 de Buenos Aires (cabecera de la cadena Telefe).
La señal posee también programación local, entre los que se destacan Telefe Noticias (que es el servicio informativo del canal), Misión Córdoba (programa cuyo formato es turístico-documental), Protagonistas (programa periodístico, declarado de Interés Educativo y cultural por el Ministerio de Educación del Gobierno de la Provincia de Córdoba), Por Deporte -XDXT- (programa deportivo) y Vení Mañana (magazine matutino).

## Telefe Noticias
Es la versión local del noticiero porteño del mismo nombre para la Provincia de Córdoba. Su primera emisión fue en 1 de agosto de 1994 bajo el nombre de Teleocho Noticias, aunque no fue emitido entre el 15 de diciembre de 2009 y el 12 de abril de 2010. Posee tres ediciones (a la 1:00 p.m., a las 8:00 p.m. y a las 12:30 a. m.) que se emiten de lunes a viernes.
El 17 de octubre de 2011, Canal 8 lanzó el programa Córdoba Directo, que era el noticiero de la mañana que tenía canal. Su última emisión fue el 27 de julio de 2018.
El 21 de noviembre de 2018, como parte del cambio en la imagen institucional de las señales del interior de Telefe, el servicio informativo de Canal 8 cambió su nombre por el de Telefe Noticias.

## Repetidoras
Canal 8 cuenta con 27 repetidoras en casi toda la Provincia de Córdoba. Las repetidoras retransmiten la señal que es enviada desde el propio telepuerto que posee el canal y enviada vía satélite Hispasat 30W-5.
| Provincia de Córdoba | Provincia de Córdoba          |
| -------------------- | ----------------------------- |
| Canal                | Localización de la repetidora |
| 33                   | Altos de Chipión              |
| 48                   | Arroyito                      |
| 42                   | Bell Ville                    |
| 28                   | Canals                        |
| 13                   | Cerro Colorado                |
| 26                   | Corral de Bustos              |
| 6                    | Dean Funes                    |
| 58                   | Del Campillo                  |
| 39                   | Etruria                       |
| 45                   | General Deheza                |
| 48                   | General Levalle               |
| 35                   | Jovita                        |
| 29                   | La Francia                    |
| 42                   | Las Varas                     |
| 34                   | Laboulaye                     |
| 27                   | Los Hornillos                 |
| 48                   | Marcos Juárez                 |
| 42                   | Morteros                      |
| 36                   | Río Tercero                   |
| 29                   | San Francisco                 |
| 13                   | San Marcos Sierras            |
| 29                   | Tosno-Noroeste                |
| 7                    | Valle de Calamuchita          |
| 7                    | Valle de Punilla              |
| 47                   | Vicuña Mackenna               |
| 27                   | Villa Carlos Paz              |
| 18                   | Villa María                   |